# Pseudeuophrys iwatensis
Pseudeuophrys iwatensis är en spindelart som först beskrevs av Bohdanowicz, Prószynski 1987.  Pseudeuophrys iwatensis ingår i släktet Pseudeuophrys och familjen hoppspindlar. Inga underarter finns listade i Catalogue of Life.